# John Henry Poynting
John Henry Poynting, född den 9 september 1852 i Monton, i Eccles nära Manchester, död den 30 mars 1914 i Birmingham, var en brittisk fysiker. 
Poynting blev efter studier i Manchester och Cambridge professor i fysik vid Mason College i Birmingham 1880, vilket college senare blev universitetet i Birmingham. Poynting började sin vetenskapliga verksamhet med en mångårig omfattande undersökning av jordens gravitationsfält för att bestämma gravitationskonstanten och jordens medeltäthet. Mest kända har Poynting blivit genom det teorem, som bär hans namn och enligt vilket det elektromagnetiska fältets energi i en punkt kan uttryckas med en enkel formel som funktion av punktens elektriska och magnetiska fältstyrka. Poynting har vidare utgett arbeten över strålningsproblem, särskilt ljusets strålningstryck. Han var medlem av Royal Society i London.

## Priser och utmärkelser
- Royal Medal 1905
- Asteroiden 11063 Poynting[4]